# Park Lake Provincial Park
Park Lake Provincial Park är en park i Kanada.   Den ligger i provinsen Alberta, i den södra delen av landet, 2 800 km väster om huvudstaden Ottawa. Park Lake Provincial Park ligger 936 meter över havet.
Terrängen runt Park Lake Provincial Park är platt. Närmaste större samhälle är Lethbridge, 13,2 km sydost om Park Lake Provincial Park.
Trakten runt Park Lake Provincial Park består till största delen av jordbruksmark. Runt Park Lake Provincial Park är det tätbefolkat, med 383 invånare per kvadratkilometer.